# Đại hội Đảng Cộng sản Việt Nam lần thứ VIII
Đại hội Đảng Cộng sản Việt Nam lần thứ VIII hay Đại hội đại biểu toàn quốc lần VIII của Đảng Cộng sản Việt Nam diễn ra từ ngày 28-6 đến ngày 1-7-1996 ở Hà Nội. Tham dự đại hội có tất cả là 1.198 đại biểu chính thức thay mặt cho 2.130.000 đảng viên cả nước.

## Bối cảnh lịch sử
Đại hội Đảng Cộng sản Việt Nam lần thứ VIII diễn ra trong bối cảnh đất nước đã trải qua việc thực hiện công cuộc Đổi mới được đề ra từ Đại hội Đảng Cộng sản Việt Nam VI hơn 10 năm và đạt được những thắng lợi to lớn, được nhân dân và quốc tế ủng hộ.

## Hoạt động
Đại hội đã tổng kết đánh giá, kiểm điểm 10 năm thực hiện đường lối đổi mới của Đại hội VI và 5 năm thực hiện Nghị quyết Đại hội VII, đề ra chủ trương, nhiệm vụ nhằm kế thừa, phát huy những thành tựu, ưu điểm đã đạt được; điều chỉnh bổ sung, phát triển đường lối đổi mới để tiếp tục đưa sự nghiệp đổi mới của đất nước tiến lên. Xuất phát từ đặc điểm tình hình đất nước và từ nhận định Việt Nam đã thoát ra khỏi khủng hoảng kinh tế xã hội cũng như căn cứ vào Cương lĩnh xây dựng đất nước trong thời kì quá độ lên Chủ nghĩa xã hội, Đại hội khẳng định tiếp tục nắm vững hai nhiệm vụ chiến lược là xây dựng và bảo vệ Tổ quốc xã hội chủ nghĩa, nhấn mạnh nước ta đã chuyển sang thời kì phát triển mới, thời kì đẩy mạnh công nghiệp hóa, hiện đại hóa đất nước. 

### Kế hoạch 5 năm 1996-2000
Xuất phát từ đặc điểm tình hình, căn cứ vào mục tiêu của chặng đường đầu thời kì quá độ lên Chủ nghĩa xã hội, Đại hội VIII đề ra Kế hoạch 5 năm 1996-2000 và quyết định phương hướng, nhiệm vụ, mục tiêu kinh tế xã hội của Kế hoạch là:
- Đẩy mạnh công cuộc đổi mới một cách toàn diện và đồng bộ.
- Phát triển nền kinh tế hàng hóa nhiều thành phần.
- Phấn đấu đạt và vượt mục tiêu tăng trưởng kinh tế nhanh, hiệu quả cao và bền vững đi đôi với giải quyết những vấn đề bức xúc về xã hội.
- Cải thiện đời sống nhân dân, nâng cao tích lũy từ nội bộ nền kinh tế.

### Hoạt động khác
Thông qua Báo cáo chính trị.
Bầu Ban Chấp hành Trung ương mới gồm 170 Ủy viên chính thức và không có Ủy viên dự khuyết, bầu Đỗ Mười tiếp tục làm Tổng Bí thư.

## Ý nghĩa
Kế hoạch 5 năm 1995-2000 do Đại hội đề ra đã đạt nhiều thành tựu trên các lĩnh vực của sự nghiệp đổi mới:
- Phát triển kinh tế vẫn giữ được nhịp độ cao, những mục tiêu chủ yếu của kế hoạch hoàn thành vượt mức. Tổng sản phẩm trong nước tăng 7% /năm. Công nghiệp tăng 13,5% /năm. Cơ cấu kinh tế thay đổi, tỉ trọng công nghiệp tăng lên 36,6% và tỉ trọng nông nghiệp giảm còn 24,3%
- Kinh tế đối ngoại phát triển. Xuất khẩu đạt 51,6 tỉ USD. Nhập khẩu 61 tỉ USD. Có quan hệ buôn bán với hơn 140 nước. nhà nước mở rộng quyền xúât nhập khẩu cho tư nhân. Vốn đầu tư nước ngoài tăng, đạt trên 40 tỉ USD. Bắt đầu đầu tư sang các nước khác.
- Khoa học công nghệ, văn hóa, xã hội phát triển. 100% tỉnh thành đạt tiêu chuẩn phổ cập giáo dục, xóa xong nạn mù chữ. Thu nhập quốc dân tăng và giải quyết được nạn đói.
- Chính trị xã hội, quốc phòng an ninh được củng cố, quan hệ đối ngoại được mở rộng.

## Hạn chế và khó khăn
- Kinh tế Việt Nam còn phát triển chưa vững chắc, lạc hậu, trình độ kém, thu nhập quốc dân, năng suất còn thấp, đời sống nhân dân khó khăn, tỉ lệ thất nghiệp và thiếu việc làm cao.
- Xã hội nảy sinh nhiều hiện tượng tiêu cực tham nhũng, lãng phí, buôn lậu và nhiều tiêu cực còn tồn tại trong nhà nước.
- Trình độ khoa học kĩ thuật kém không đáp ứng nhu cầu đất nước. Tình trạng chảy máu chất xám xuất hiện.